# Bruxelles-Meulebeke
La Bruxelles-Meulelbeke era una corsa in linea maschile di ciclismo su strada che si svolse in Belgio annualmente ad aprile dal 1962 al 1975. 
Nell'albo d'oro della competizione spiccano i due successi di Rik Van Looy e di Eddy Merckx. Il record di vittorie appartiene invece a Freddy Maertens. La corsa è stata sempre vinta da corridori belgi.
L'ultima parte di questa gara è stata percorsa dietro un derny.

## Albo d'oro

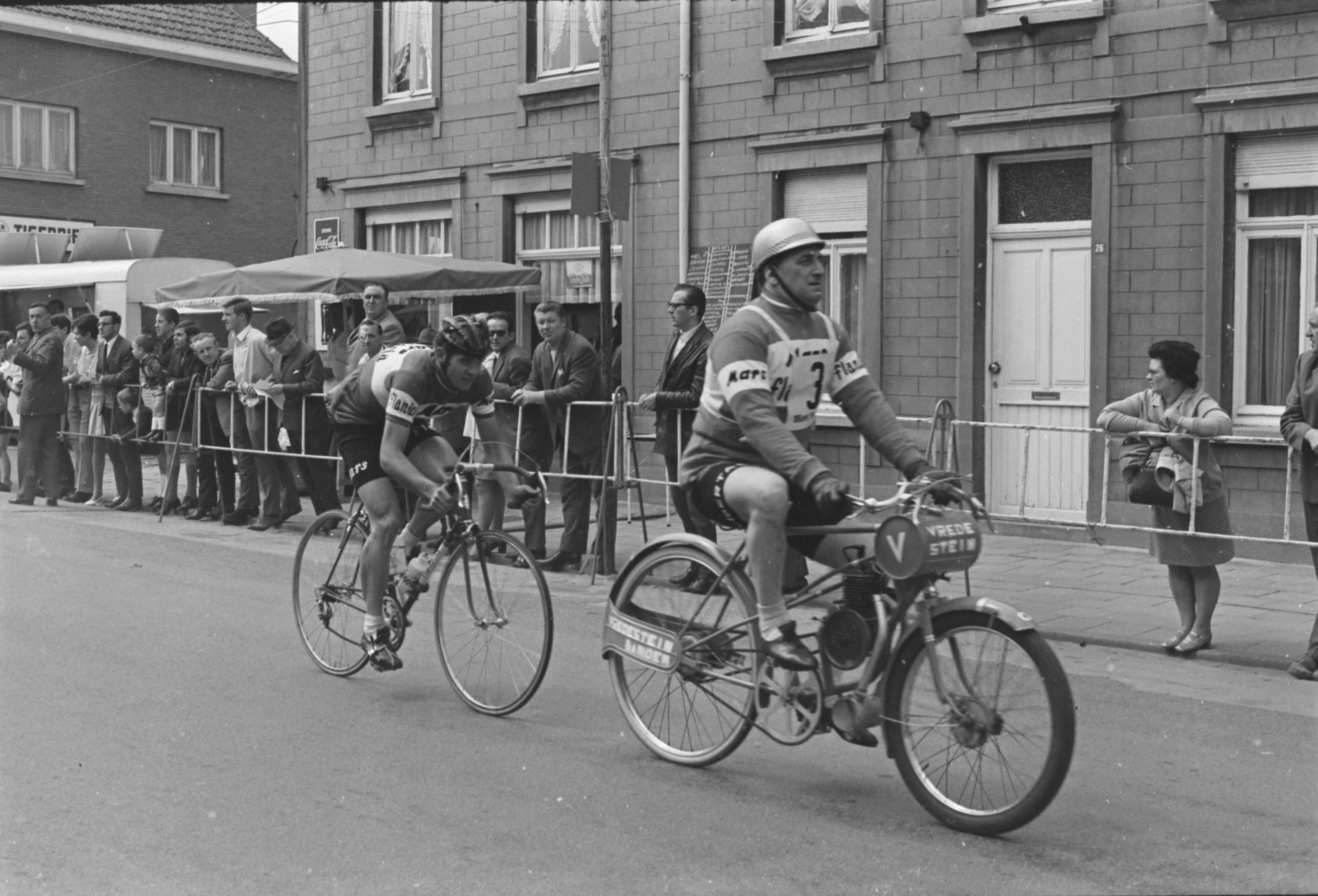
Jean-Pierre Monseré nella finale della Bruxelles-Meulebeke del 1970

Aggiornato all'edizione 1975.
| Anno | Vincitore              | Secondo                | Terzo                    |
| ---- | ---------------------- | ---------------------- | ------------------------ |
| 1964 | Rik Van Looy           | Willy Bocklant         | Edward Sels              |
| 1965 | Rik Van Looy           | Jozef Huysmans         | Guillaume Van Tongerloo  |
| 1966 | Eddy Merckx            | Walter Godefroot       | Bernard Van De Kerckhove |
| 1967 | Noël Foré              | Walter Godefroot       | Daniel Van Rijckeghem    |
| 1968 | Noël Foré              | Herman Van Springel    | Daniel Van Rijckeghem    |
| 1969 | Eddy Merckx            | Herman Van Springel    | Roger De Vlaeminck       |
| 1970 | Walter Boucquet        | Jean-Pierre Monseré    | Roger De Vlaeminck       |
| 1971 | Herman Van Springel    | Albert Van Vlierberghe | Noël Van Clooster        |
| 1972 | Albert Van Vlierberghe | Noël Van Clooster      | Ronny Van De Vijver      |
| 1973 | Freddy Maertens        | Ludo Van Der Linden    | Willy Teirlinck          |
| 1974 | Freddy Maertens        | Wilfried Wesemael      | Walter Planckaert        |
| 1975 | Freddy Maertens        | Dietrich Thurau        | René Pijnen              |